# Kunstig intelligens
 Denne artikel omhandler begrebet kunstig intelligens. For andre betydninger, se Ai.
Kunstig intelligens (forkortet til KI, men ofte også kaldet AI på dansk, fra den engelske forkortelse som står for artificial intelligence) er den gren inden for datalogien, der beskæftiger sig med at få maskiner til at "tænke"; det vil sige det at få dem til at kunne gå målrettet efter noget, fx at vinde over en person i et spil, eller ligesom os at undgå at holde op med at fungere, ved hjælp af påvirkninger som opfattes af sensorer. Op til 2004 har det været umuligt at gengive menneskelig intelligens. Der er sket en opdeling i forskningen indenfor dette felt, og i dag skelner man blandt andet mellem "stærk" og "blød" kunstig intelligens:
Stærk kunstig intelligens (strong AI) bygger på den forestilling at computere teoretisk set vil kunne udvikle bevidsthed svarende til menneskets. Blød kunstig intelligens (weak AI) indebærer mere beskedent, at computere i fremtiden vil blive i stand til at simulere alle aspekter af menneskets intellektuelle evner – og dermed ubesværet kunne få andre til at tro, at den vitterlig har menneskelig intelligens og bevidsthed (se Turing-test), selvom den mangler den subjektivitet, der karakteriserer menneskelig forståelse. Sidstnævnte har den amerikanske filosof John Searle forsøgt at illustrere med et tankeeksperiment; The Chinese Room.
Nogle kritikere af AI har fremført, at det aldrig vil lykkes at simulere menneskelig intelligens, fordi det kræver intentionalitet, som kun et menneske kan have – det vil sige evnen til at tænke på konkrete ting som noget, der betyder noget andet og dermed fastholde tingenes semantiske betydninger på trods af deres skiftende sansemæssige fremtrædelser. Andre, fx Peter Naur, er skeptiske overfor kunstig intelligens, fordi tænkning hos mennesker medfører fysiske ændringer i hjernen. Ændringerne skaber flere forbindelser i hjernen, og sådanne fysiske ændringer findes ikke ækvivalent hos computere, der udfører programmer.
Udviklingen af kunstig intelligens og psykologisk forskning i computermodellering af menneskelige kognitive funktioner påvirker hinanden betydeligt.
Væsentlige delområder er: robotsyn og processering af naturlige sprog.

## Historiske milepæle
I årene efter 1995 har AI sat en række historiske milepæle, bl.a.:
- 1996: Deep Blue vandt over den bedste menneskelige skakspiller, Garry Kasparov.[5]
- 2011: IBM's AI Watson vandt spillet Jeopardy.[6]
- 2015: Japansk AI bestod universitetets eksamener.[7][8] Google's selvkørende bil begyndte at rulle på vejene.[9][10]
- 2017: Google's DeepMind AlphaGo AI vandt spillet Go.[11]
- 2017: Kinesisk AI er blevet i stand til at modificere vejret og frembringe kunstig regn.[12]
- 2017: Japansk AI bestod en adgangsgivende eksamen.[13] Kinesisk AI har bestået medicinstudiets eksamener, så denne AI er blevet læge.[14]
- 2017: Google's AI skabte AI, som var bedre end menneskeskabt AI.[15]
- 2018: Google Duplex bestod Turing-testen.[16] Japansk AI læste bedre end menneskelige studerende.[17]
- 2019: AI blev i stand til at diagnostisere lungekræft.[18] Japansk AI bestod eksamen i engelsk ved Tokyo Universitet.[19]
- 2020: Tanzania[20] anvendte undervisende AI.[21]
- 2021: AI blev i stand til at advare indere mod oversvømmelser.[22]
- 2022: Google's DeepMind AI blev i stand til at skrive code.[23] Google placerede en AI hjerne i en robot.[24] AI[25] anvendes[26] i Ukraine-krigen.[27][28]

- 2022: I fjerde kvartal opnåede OpenAI ChatGPT en million brugere i løbet af få dage.[29] ChatGPT kan bl.a. bestå eksamener, skrive artikler og reducere antallet af bugs i software.[30]
- januar 2023: ChatGPT bestod jurastudiets eksamener ved University of Pennsylvania’s Wharton School of Business.[31] I januar bestod AI læge-eksamen, hvilket danskere forskere opdagede;[32] i samme måned bestod en Chatbot 9. klasses afgangseksamen i skriftlig engelsk.[33]
- 2024: Siden d. 1. februar tillader Aarhus Universitet sine studerende at anvende kunstig intelligens til at skrive bachelorprojekt eller speciale.[34][35] Kong Frederik indviede i oktober 2024 Danmarks største supercomputer Gefion med særlig fokus på AI (med 6 exaflops AI-fp8).[36][37][38][39]

- 2025: Hierarchical Reasoning Model (HRM)[40][41]

## Kunstig intelligens i forskellige indsatsområder
- IT: Kunstig intelligens kan skabe[42][43] kunstig intelligens[15][44] og fremstille software,[45] antivirusprogram,[46] computerspil[47] og forbedre cybersikkerhed.[48]
- KI bidrager til at udvikle nye energikilder ved at fremstille grafen[49][50] og kunstig varm fusion.[51][52]
- Fødevareproduktion: KI hjælper med at fremstille fødevarer[53] og at så risplanter i saltvand.[54]
- Kunstig intelligens gør gavn i sundhedssektoren, bl.a. med at diagnosticere kræft[55] og fremstille medicin[56] samt styre kirurgisk robot.[57]
- Undervisning:[58][59] Kunstig intelligens underviser allerede flere steder i verden: navnlig i Asien (Pakistan,[60] Indien,[61] Kina,[62] Taiwan,[63] Singapore,[64] Thailand,[65] Vietnam,[66] Sydkorea[67] og Japan:[68] I både Sydkorea og Japan har kunstig intelligens fået job som engelsklærer, så i Japan kan kunstig intelligens erstatte menneskelige engelsklærere.) Desuden gælder det for få steder i Afrika (Nigeria,[69] Kenya[70] og Tanzania[21]) og enkelte steder i Oceanien (Australien[71] og New Zealand[72][73]). I Sverige hjælper AI med at lære fremmedsprog.[74] I Spanien har EU gjort lidt for at erstatte menneskelig lærer med AI.[75] Siden 2017[76] har Tyskland[77] haft sin første undervisende robot.[78]
- Finland og Ungarn hjælper hinanden med at udvikle undervisende AI.[79] Nederlandene[80] og Estland[81] har indført undervisende kunstig intelligens. Rusland[82] og USA[83] eksperimenterer med at lade kunstig intelligens undervise i fx matematik.[84] I Ecuador underviser kunstig intelligens i matematik.[85] I både Japan,[86][87] South Korea,[88] Ukraine[89] og Tyskland[77] underviser kunstig intelligens i engelsk.
- AI kan også lære: fx at løse differentialligninger[90] og andre matematiske problemstillinger,[91] for bl.a. studerende.[92] Kina[93] og De Forenede Arabiske Emirater[94] erstatter syge elever med robotter og AI. Et gymnasium i Brandenburg har gjort lignende erfaringer.[95] I Kina har AI bestået samme eksamen som en læge.[14]
- Transport: AI kan lande fly,[96] og styre selvkørende biler på snedækkede veje,[97] samt designe en 3D-printet bil[98] og styre skibe.[99] AI kan designe droner.[100]
- Online gambling: Kunstig intelligens har nu også vundet indtog i gambling branchen, hvor at en dattervirksomhed af den svenske bookmaker Kindred, har udviklet en app i samarbejde med Artificial Solutions. Appen gør det muligt for dens bruger - ved hjælp af stemmestyring - at placere bets på diverse sportskampe (fx fodbold). For at gøre oplevelsen god, er der lagt mere end 80 timers testning og 9.000 betting-kommandoer i appen.[101] Det er dog ikke første gang, at Kindred præsenterer kunstig intelligens i samarbejde med online gambling. I 2018 præsenterede de en chatbot som skal hjælpe spillere med at finde og placere bets hurtigere og vejlede dem. Denne chatbot var udstyret med 100 forskellige guides.[102]
- AI kan skrive[103] avisartikler[104] og få job som bankrådgiver,[105] børsmægler[106] og ejendomsmægler.[107] Desuden kan AI oversætte, så en tolk er overflødig.[108]
- Kunst: AI kan komponere[109] symfonier,[110] skrive digte[111] og male.[112]
- Underholdning: AI kan lave Hollywood-film.[113] AI kan spille en række spil typisk bedre end mennesker:[114] poker,[109] skak,[115] Go,[116] Jeopardy[117] og flere[118][119] computerspil.[120][121]
- Forskning: AI anvendes i vidt omfang til at undersøge natur og videnskab, og udvikle tekniske og biologiske redskaber, fx alternativ vejrudsigt, sundhed og energi.[36][37][38]

## Hvad er kunstig intelligens?
Inden for kunstig intelligens-programmering findes der to grundlæggende måder at tænke; disse er så delt ind i to undergrupper. Den første gruppe er programmer, der opfører sig som mennesker. Det vil sige programmer, der tænker ligesom mennesker, og programmer, der opfører sig ligesom mennesker. Den anden gruppe er programmer, der er baseret på logik. Det vil sige systemer, der tænker logisk, og systemer, der opfører sig logisk.
|        | Som et menneske             | Logik              |
| ------ | --------------------------- | ------------------ |
| Tænker | Tænker som et menneske      | Tænker logisk      |
| Opføre | Opfører sig som et menneske | Opfører sig logisk |

### At opføre sig som et menneske
I 1950 forslog Alan Turing en måde, hvorpå man kunne fastslå, om en maskine virkelig var intelligent. I Turings test skulle en person via en computer skrive med både et andet menneske og en kunstig intelligens. Hvis testpersonen ikke kunne gætte hvem af de to der var programmet ville det være intelligent.
For at et program skal klare testen, bliver det nødt til at have følgende evner:
- Kundskab til naturlige sprog. Det skal kunne grammatik, tegnsætning osv.
- Hukommelse. Det skal være i stand til at huske de vigtige detaljer det får at vide.
- Fornuft. Det skal kunne svare på spørgsmål og drage konklusioner.
- Lære. Det skal kunne tilpasse sig til nye situationer.

Standard Turing-testen undgår direkte kontakt mellem programmet og brugeren. Derfor har moderne dataloger skabt den ultimative Turing-test, eller Total Turing Test, som den kaldes. Testen er udvidet med et kamera og muligheden for brugeren at sende objekter til programmet. For at bestå total turing testen skal programmet bruge:
- Syn. Det skal være i stand til at fortolke de billeder det ser af brugeren.
- Bevægelse. Det skal kunne håndtere de objekter det modtager fra brugeren, samt fortolke hvad de er.

Turing testen er ikke så brugt blandt dataloger, da de hellere vil udforske de underliggende ideer bag kunstig intelligens end bestå turing testen.

### At tænke som et menneske
For at kunne sige at et program tænker som et menneske, skal vi først definere, hvordan et menneske tænker. Dette har vist sig at være meget svært at finde ud af. Der er to måder hvorpå man kan få lidt indsigt ind i den menneskelige hjerne.[kilde mangler] Man kan prøve at se, hvordan tanker opstår i ens egen hjerne og på den måde få en ide om, hvordan hjernen fungerer, eller man kan udføre en række psykologiske eksperimenter. Det nok mest kendte forsøg på at skabe et program, der tænker som et menneske er GPS, General Problem Solver (Den generelle problemløser), som blev udtænkt af Allen Newell og Herbert Simon i 1961. Newell og Simon ønskede ikke kun at skabe en maskine, der kunne løse problemer korrekt, men også løse dem ligesom et menneske ville gøre. De to forsøgte at bringe datalogien og psykologien lidt tættere på hinanden. Den danske professor ved DTU, Thomas Bolander forsker i dette område af kunstig intelligens. Han prøver at udvikle matematiske modeller, som kan modellere evnen til at sætte sig i andres sted.

### At tænke rationelt
Det at et program tænker logisk betyder, at den altid vil komme frem til den ”rigtige” konklusion. Det at definere, hvad det rigtige svar til et givende spørgsmål er, kan være ligeså svært som at skrive programmet. Denne form for kunstig intelligens bevæger sig ofte over mod filosofien, når man skal finde ud af det logiske svar til spørgsmålet.
Der er to store problemer ved at programmere på denne måde.[kilde mangler]
- 1. Det kan være svært at fortolke den information man får, det så vi ovenfor.
- 2. Der er stor forskel på at løse et problem i teorien og så rent faktisk løse det.

Hvis problemet bare har et par dusin fakta kan computere meget let gå tabt i alt den information og derved udregne for evigt.[kilde mangler] Derfor bruger rationelle programmer ofte Fuzzy logic til at finde det korrekte svar.[kilde mangler]

### At opføre sig rationelt
Det at opføre sig rationelt kan ofte være ligeså svært som at tænke rationelt. Det er ikke ethvert spørgsmål der har et åbenlyst svar eller overhovedet har et svar. Er det fx i orden at stjæle hvis du kun gør det for at overleve? Nogle ville svare ja, andre nej. Dette dilemma skal den rationelle tankegang også kunne forstå og løse. En rationel handling skyldes ikke nødvendigvis en rationel tanke. Nogle gange er det bedre slet ikke at tænke. Fx hvis du brænder dig på et varmt komfur, så overvejer du ikke først om du skal fjerne hånden fra komfuret; det sker bare, men det var stadig det rigtige at gøre. 

Mange af de evner et program skal have for at klare Turing Testen er også nødvendig for et rationelt program eller agent som de også kaldes. Agenten har brug for at kunne udforme gode konklusioner. Den skal have en god logisk sans. Den skal kende til den verden den befinder sig i for bedre at kunne forstå den. Den skal kunne forstå naturlige sprog for bedre at kunne forstå hvad spørgsmålet indebærer. 

Denne fremgangsmåde har to fordele.
- 1. Den er mere generel end ”Tænke rationelt” metoden.
- 2. Den er bedre set med videnskabelige øjne, da der ikke er nogen standard måde at definere menneskelige tanker på, hvorimod rationelt er meget vel dokumenteret og meget fint defineret.